# San Cristóbal (stacja metra)
San Cristóbal – stacja metra w Madrycie, na linii 3. Znajduje się w dzielnicy Villaverde, w Madrycie i zlokalizowana pomiędzy stacjami Villaverde Bajo-Cruce i Villaverde Alto. Została otwarta 21 kwietnia 2007.